# Муммол
Эвний по прозвищу Муммол (лат. Eunius qui et Mummolus; казнён в 585 году) — галло-римский аристократ на службе у франков. Он считался одним из самых выдающихся галльских полководцев своего времени.

## Биография
Муммол родился в Аутиссиодоре, он был сыном Пеония, графа данного города. В какой-то момент до 569 года Пеоний послал Муммола к королю Гунтрамну с богатыми дарами, чтобы тот согласился продлить его полномочия. Однако Муммол одарил короля от своего имени и был назначен графом Аутиссиодора вместо отца. После этого началось его стремительное возвышение. Около 568 года Муммол командовал объединённой армией Сигиберта и Гунтрамна, которая должна была отбить города Туронов и Пиктавов, захваченные Хильпериком после смерти Хариберта. Первым делом Муммол изгнал из Туронов Хлодвига, сына Хильперика, и заставил жителей принести клятвы верности Сигиберту. Затем последовала осада Пиктавов, обороняемых двумя богатыми горожанами, Базилием и Сигарием. Взяв город, Муммол также принял от имени Сигиберта присягу со стороны местного населения.
В 570 году лангобарды произвели опустошительное нашествие на земли Бургундии и разбили армию патриция Амата, павшего в бою. В столь тяжёлых условиях Гунтрамн решил положиться на Муммола: он вызвал его ко двору и предоставил титул патриция. Когда в следующем году лангобарды снова вторглись в Галлию, Муммолу удалось взять их войско в окружение. В последующей битве в лесной местности недалеко от Эбуродуна Муммол одержал полную победу.
В 573 году в Галлию пришли саксы, которые обосновались рядом с Регием и принялись грабить округу. Потерпев поражении от Муммола, саксы прислали ему дары, прося о мире. Муммол потребовал от саксов стать союзниками и вассалами франков и разрешил им в дальнейшем переселиться в Галлию. Саксы вернулись в Италию, собрали своих жён и детей и отправились назад. Они двигались двумя колоннами: первая из прошла мимо Никеи, а вторая — мимо Эбуродуна. Соединившись в районе Авениона, саксы разорили посевы местных крестьян, в результате чего Муммол отказался пропускать их через Родан. В конце концов, саксам удалось пройти, заплатив Муммолу большое количество золота; в итоге, они получили от Сигиберта земли для поселения.
В 574 лангобарды опять выступили против франков. На этот раз с их стороны действовало сразу три армии. Первая из них, возглавляемая Амоном, сначала проследовала через Эбуродун, а затем подчинила города вокруг Арелата и разграбила окрестности Массилии. Вторая группировка лангобардов под командованием Забана дошла до Деи и начала осаду Валенции. Третье войско во главе с Роданом захватило Грацианополь.
Узнав об этом, Муммол собрал армию и устремился против Родана. По словам Григория Турского, на глазах у воинов Муммола животное пересекло Изару, открыв до того неизвестный брод. Переправившись через реку, Муммол нанёс лангобардам серьёзное поражение. Раненный Родан, под началом которого оставалось лишь около 500 воинов, прибыл в ставку Забана у Валенции. Лангобарды решили отступить в Эбуродун, где они были настигнуты и разбиты Муммолом. Забан и Родан бежали в Сегузион, но, побоявшись, что Муммол последует за ними, ушли ещё дальше. Получив известие о разгроме своих соратников, Амон отошёл в Италию, потеряв большую часть людей и добычи при переходе через Альпы.
В следующий раз Муммол упоминается в источниках в 576 году. Действуя на стороне Гунтрамна, он неподалёку от Лемовиков победил Дезидерия, герцога Хильперика. Войско Муммола потеряло 5 тысяч убитыми, тогда как потери Дезидерия насчитывали 21 тысячу. На обратном пути Муммол разорил Арвернию. Примерно в то же время он пленил многих граждан Альбиги, которые потом были выкуплены епископом Сальевием.
В 581 году Муммол поссорился с Гунтрамном и бежал в Авенион, взяв с собой семью и почти всё богатство. Здесь к нему в следующем году присоединился претендент на франкский трон Гундовальд. После этого Гунтрамн лишил Муммола титула патриция. В это время Муммол заключил союз с Дезидерием, возможно с целью поддержки Гундовальда. В 583 году против него выступила бургундская армия Гунтрамна Бозона, включавшая в себя воинов из Арвернии и Веллавии. При переправе через Родан она понесла большие потери из-за испорченных лодок, специально подготовленных Муммолом. К моменту прибытия армии Гунтрамна Муммолу уже удалось должным укрепить Авенион. Попросив о переговорах, Муммол предложил Гунтрамну встать на одном из берегов вырытого им канала, в то время как он сам находился напротив на другом берегу. Гунтрамн желал обсудить некоторые вопросы наедине, и потому с подачи Муммола начал переходить канал. Из-за веса своей кольчуги Гунтрамн начал тонуть и чуть не был убит поставленной на дне ловушкой, но был спасён одним из своих солдат. Осада Авениона началась, хотя уже вскоре она была прорвана Гундульфом, полководцем Хильдеберта.
В ноябре 584 года Муммол вместе с Дезидерием сопровождал Гундовальда в Лемовики, где тот был провозглашён королём. В 585 году вместе с Гундовальдом он побывал в Толозе и Бурдигале. Услышав о приближении армии короля Гунтрамна, мятежники заперлись в Конвенах, где они были осаждены. Семья Муммола была захвачена в плен, и он вместе с другими лидерами восстания сдал город, получив обещание, что ему сохранят жизнь. Муммол находился в заключении, пока Гунтрамн не приказал казнить его. Муммол какое-то время отбивался от своих убийц, пока не был убит ударом копья. Он погиб в месте под названием Сенувия.
Муммол был женат на Сидонии, происходившей из знатного рода Ферреолов; у них были дети, имена и судьба которых неизвестны.